# Laminacauda peruensis
Laminacauda peruensis é uma espécie de aranhas araneomorfas da família Linyphiidae encontrada no Peru. Esta espécie foi descrita pela primeira vez em 1985, pelo biólogo Millidge.